# Фрасынюк, Владислав
Влади́слав Фрасы́нюк (пол. Władysław Frasyniuk; 25 ноября 1954, Вроцлав) — польский политик, предприниматель, депутат Сейма 1991—2001, бывший председатель «Союза Свободы» и Демократической партии.

## Биография
В 1974 окончил учёбу в автомобильном техникуме и до 1980 года работал водителем грузовиков. С 1993 года — один из основателей и председатель фирмы «Фрахт».
С 1980 года активный член профсоюза «Солидарность», с июля 1981 года председатель региона Нижней Силезии, в 1981—1982 — руководитель тайного забастовочного комитета региона Нижней Силезии.
В 1982—1986 годах был многократно арестован за оппозиционную деятельность, освобождён по амнистии. В 1989 году участник переговоров Круглого Стола.
В 1991—2001 годах депутат Сейма от Демократического союза и «Союза Свободы».
Один из основателей и председатель Гражданского движения «Демократическая акция» (пол. Ruch Obywatelski Akcja Demokratyczna). С 1991 года член и заместитель председателя Демократического союза, с 1994 года член «Союза Свободы», 2001—2005 её председатель. В 2005 году был инициатором превращения «Союза Свободы» в Демократическую партию (пол.  Partia Demokratyczna - demokraci.pl).
В 2009 году покинул Демократическую партию и стал членом комитета поддержки Анджея Олеховского в качестве кандидата на президентских выборах 2010 года.
Известен своими не соответствующими католической традиции взглядами в сфере этики, в связи с этим не имеет поддержки католической иерархии.

## Ссылка
- Депутат Сейма (пол.). orka.sejm.gov.pl. Дата обращения: 12 января 2019.